# Anton Günther von Münnich
 (février 2012).
Si vous disposez d'ouvrages ou d'articles de référence ou si vous connaissez des sites web de qualité traitant du thème abordé ici, merci de compléter l'article en donnant les références utiles à sa vérifiabilité et en les liant à la section « Notes et références ».
Anton Günther Münnich, à partir de 1688 von Münnich (né le 9 juin 1650 à Neuenhuntorf dans le comté d'Oldenbourg et mort le 14 février 1721 à Neuenhuntorf), est un administrateur frison chargé des digues.

## Biographie
Le futur maréchal de Turenne obtient pour Anton Günther von Münnich le grade de lieutenant de cavalerie dans son régiment. Par la suite Anton Günther est capitaine de cavalerie dans l'armée danoise.
Münnich devient en 1681, Oberdeichgraf (littéralement : comte des digues), un officiel du comté d'Oldenbourg responsable de l'entretien et de la construction des digues. En 1688 le roi Christian V de Danemark l'anoblit. L'empereur Léopold Ier du Saint-Empire en 1702 confirme ce titre[Lequel ?].
De 1699 à 1709 Münnich est responsable de différentes administrations. Sa notoriété augmente en raison de ses plans de constructions de digues (polders) ou de canaux.[réf. nécessaire] Quand il devient conseiller de la Niederemsische Deichacht en 1717, il les classe par ordre et leur donne des noms.
Anton Günther von Münnich construit dès 1678 à Neuenhuntorf des systèmes hydrauliques qui fonctionnent jusqu'à nos jours. 

## Sa descendance
Anton Günther von Münnich est le père de trois fils :  
- Johann Rudolf  (1678-1730), conseiller de la chancellerie du comté d'Oldenbourg à une époque où le Danemark exerce une grande influence sur la politique de cette principauté ; et inspecteur en chef, en 1728, des états provinciaux est-frisons loyalistes, puis après une guerre civile le commis responsable de la construction des digues ;
- Burckhardt (16831-1767), maréchal et premier ministre de la Russie impériale ;
- Christian Wilhelm  (1686-1768), ingénieur spécialisé dans les constructions hydrauliques. En 1731 il suit son frère Burckhardt de Munnich en Russie.